# (100849) 1998 HN29
(100849) 1998 HN29 es un asteroide perteneciente al cinturón de asteroides, región del sistema solar que se encuentra entre las órbitas de Marte y Júpiter, más concretamente a la familia de Vesta, descubierto el 20 de abril de 1998 por el equipo del Lincoln Near-Earth Asteroid Research desde el Laboratorio Lincoln, Socorro, Nuevo México, Estados Unidos.

## Designación y nombre
Designado provisionalmente como 1998 HN29. 

## Características orbitales
1998 HN29 está situado a una distancia media del Sol de 2,320 ua, pudiendo alejarse hasta 2,421 ua y acercarse hasta 2,219 ua. Su excentricidad es 0,043 y la inclinación orbital 7,389 grados. Emplea 1291,51 días en completar una órbita alrededor del Sol.

## Características físicas
La magnitud absoluta de 1998 HN29 es 16,3. 